# Zalina Sidakowa
Zalina Czermienowna Sidakowa (ros. Залина Черменовна Сидакова; ur. 23 marca 1992) – białoruska zapaśniczka walcząca w stylu wolnym. Srebrna medalistka mistrzostw świata w 2012 i 2018. Piąta na mistrzostwach Europy w 2016, 2018 i 2019. Trzecia w indywidualnym Pucharze Świata w 2020. Zajęła szóste miejsce w Pucharze Świata w 2018. 
Trzecia na mistrzostwach świata juniorów w 2012 i na ME w 2011, 2012 i U-23 w 2015 roku.